# Dolichopoda bormansi
Dolichopoda bormansi is een rechtvleugelig insect uit de familie grottensprinkhanen (Rhaphidophoridae). De wetenschappelijke naam van deze soort is voor het eerst geldig gepubliceerd in 1882 door Brunner von Wattenwyl.
1. ↑  (en) Dolichopoda bormansi op de IUCN Red List of Threatened Species.